# For alle de syv vinde
For alle de syv vinde (russisk: На семи ветрах) er en sovjetisk spillefilm fra 1962 af Stanislav Rostotskij.

## Medvirkende
- Larisa Luzjina som Svetlana Ivasjova
- Sofija Piljavskaja
- Vjatjeslav Tikhonov som Suzdalev
- Leonid Bykov
- Klara Lutjko som Natalja Guseva
- Vladimir Zamanskij